# パークシティ武蔵小杉ステーションフォレストタワー
パークシティ武蔵小杉ステーションフォレストタワー（パークシティむさしこすぎステーションフォレストタワー）は、神奈川県川崎市中原区に所在する超高層マンション。

## 概要
小杉駅南部地区E地区再開発によって建設された。
かつては武蔵小杉駅の過去の名称「グランド前停留所」が示すとおり、東京三菱銀行（当時）のグラウンドが広がっていたため、隣接するD地区（パークシティ武蔵小杉ミッドスカイタワー）と共にグランド地区として再開発された。神奈川県内では9番目に高い超高層ビルとなっている。商業施設としてフーディアム武蔵小杉も併設されている。
同時期には不二サッシ跡地などにも超高層マンションが建設されている。外観などの設計は光井純が担当した。

## 歴史
- 2004年（平成16年）12月20日 - 都市計画決定。
- 2005年（平成17年）11月 - 着工[2]。
- 2008年（平成20年）
  - 5月 - 商業施設としてパークシティ武蔵小杉プラザ（フーディアム武蔵小杉）が開業。
  - 8月 - 竣工。
- 2014年（平成26年）- 武蔵小杉プラザを常和ホールディングス（現・ユニゾホールディングス）に売却。
- 2019年（令和元年）10月 - 令和元年東日本台風（台風19号）により大きな被害を受ける[3][4]。

## 被害
- 2019年（令和元年）10月- 令和元年東日本台風（台風19号）に伴う内水氾濫による浸水により、地下受電施設等が冠水した。建物の一部が停電し、断水や、それによりトイレが使用できなくなったり、エレベーターが使用できなくなるなど[5][6][7]大きな被害が生じた。なお、2019年12月現在は一部断水などがあるものの、電力や水復旧[8]。ただし、地下駐車場が使用不能のために全駐車場が期間無期限にて使用禁止中[7]。

## アクセス
- 武蔵小杉駅（JR東日本・東急電鉄）徒歩4分